# Frankfurt-Eschersheim (przystanek kolejowy)
Frankfurt-Eschersheim - przystanek kolejowy we Frankfurcie nad Menem, w kraju związkowym Hesja, w Niemczech, na linii Main-Weser-Bahn. Według klasyfikacji Deutsche Bahn posiada kategorię 4.

## Historia
Budynek dworca z 1877/1913 został zbudowany w stylu neoklasycystycznym. Cechą charakterystyczną jest jego położenie na bardzo pochyłym terenie. Wyjście z budynku na perony znajduje się na poziome drugiego piętra. Budynek dworca obecnie jest zamknięty i zarastający roślinnością, sprawia wrażenie zaniedbanego.